# Butanol
Butanol is de naam van vier enkelvoudige alcoholen die isomeren van elkaar zijn:
- 1-butanol (n-butanol)
- 2-butanol (sec-butanol)
- 2-methylpropan-1-ol (isobutanol)
- 2-methylpropan-2-ol (tert-butanol)

Daarnaast bestaan er ook zes butaandiolen, stoffen waarbij er twee hydroxylgroepen in het molecuul aanwezig zijn:
- 1,1-butaandiol
- 1,2-butaandiol
- 1,3-butaandiol
- 1,4-butaandiol
- 2,2-butaandiol
- 2,3-butaandiol

Ook de butaandiolen zijn isomeren van elkaar, maar niet van de bovengenoemde enkelvoudige alcoholen.